# Lei de Autonomia Local do Japão
A Lei de Autonomia Local ([地方自治法 Chihō-jichi-hō] Erro: {{japonês}}: o texto tem marcação itálica (ajuda)), aprovada pela Câmara de Representantes e da Câmara dos Pares em 28 de março de 1947 e promulgada como lei No. 67 em 17 de abril de 1947 é um ato de devolução que estabeleceu a maioria das estruturas contemporâneas do Japão, governo local e divisões administrativas, incluindo prefeituras, municipalidades e outras entidades.

## Entidades públicas locais
A classificação de Entidades Públicas Locais (地方公共団体, chihō kōkyō dantai) chamadas de (LPEs) são:
- LPEs ordinárias
  - Prefeituras (to, dō, fu e ken)
  - Municipalidades
    - Cidades
    - Vilas
    - Aldeias
- LPEs especiais (incompleta)
  - Wards especiais de Tóquio
  - Uniões de LPEs
    - Sindicatos operacionais parciais
    - Uniões operacionais completas
    - Uniões operacionais de escritório
    - Uniões regionais

  - Distritos da propriedade
  - Empresas de desenvolvimento regional

Os LPEs comuns são os governos locais básicos. A distinção entre LPEs ordinários e especiais é principalmente relevante sob a Constituição do Japão, que concede direitos específicos da LPE em particular, incluindo:
- Eleições diretas (Artigo 93.2)
- O direito de legislar (artigo 94)
- Referendo do cidadão antes da promulgação de qualquer estatuto que afete especificamente o LPE (artigo 95)

Os LPEs especiais não possuem essas autoridades, exceto quando previsto de outra forma. Enquanto wards especiais são consideradas como governo local dentro de Tóquio, outros LPEs especiais são consórcios de LPEs para áreas específicas, como escolas, obras hidráulicas e gerenciamento de resíduos.
Os LPEs são autônomos em muitos aspectos, mas relatam indiretamente ao Ministério dos Assuntos Internos e Comunicações em Tóquio, que monitora as relações entre os LPE, bem como as relações entre os LPE e o governo. O Ministério geralmente aprova todos os LPE especiais inter-prefeitural, enquanto os LPE especiais inter-municipais são aprovados pelos governadores das prefeituras.

## Revisão
Em janeiro de 2011, o Ministério dos Assuntos Internos e Comunicações anunciou planos para rever a lei para permitir que o governo nacional investigue as leis dos LPEs por extralegais e colocar ações judiciais contra eles, se eles não corrigirem suas ações.